# Jhojan Torres
Jhojan Camilo Torres Guazá (Cali, 12 gennaio 2003) è un calciatore colombiano, centrocampista dell'Ind. Santa Fe e della nazionale Under-20 colombiana.

## Carriera

### Club
Torres ha iniziato la propria carriera con l'Independiente Santa Fe. Ha giocato la sua prima partita da professionista il 14 agosto 2022, in una partita di Categoría Primera A contro il Deportes Tolima. Ha segnato il suo primo gol il 24 novembre 2022, contro il Júnior.

### Nazionale
Nel gennaio del 2023, è stato incluso dal selezionatore Héctor Cárdenas nella lista dei convocati della nazionale Under-20 partecipante al Campionato sudamericano di calcio Under-20 2023 organizzato in casa, raggiungendo il terzo posto finale.
Il 9 maggio 2023 viene convocato per il Mondiale di categoria in Argentina.

## Statistiche

### Presenze e reti nei club
Statistiche aggiornate al 20 maggio 2022.
| Stagione        | Squadra         | Campionato      | Campionato | Campionato | Coppe nazionali | Coppe nazionali | Coppe nazionali | Coppe continentali | Coppe continentali | Coppe continentali | Altre coppe | Altre coppe | Altre coppe | Totale | Totale | Totale |
| Stagione        | Squadra         | Comp            | Pres       | Reti       | Comp            | Pres            | Reti            | Comp               | Pres               | Reti               | Comp        | Pres        | Reti        | Pres   | Reti   |        |
| --------------- | --------------- | --------------- | ---------- | ---------- | --------------- | --------------- | --------------- | ------------------ | ------------------ | ------------------ | ----------- | ----------- | ----------- | ------ | ------ | ------ |
| 2022            | Ind. Santa Fe   | A               | 16         | 1          | CC              | 0               | 0               |                    | -                  | -                  |             | -           | -           | 16     | 1      |        |
| 2023            | Ind. Santa Fe   | A               | 7          | 1          | CC              | 0               | 0               | CS                 | 4                  | 0                  |             | -           | -           | 11     | 1      |        |
| Totale carriera | Totale carriera | Totale carriera | 23         | 2          |                 | 0               | 0               |                    | 4                  | 0                  |             | -           | -           | 27     | 2      |        |